# کاوینگتون (ویرجینیا)
کاوینگتون (به انگلیسی: Covington) شهری است در ایالت ویرجینیا از کشور ایالات متحده آمریکا. در سرشماری سال ۲۰۱۰ جمعیت این شهر ۵۹۲۷ بود.